# Macario (pel·lícula)
Macario és una pel·lícula mexicana de 1960, dirigida per Roberto Gavaldón. Tracta sobre esdeveniments en la relació entre l'indígena Macario (Ignacio López Tarso) i la Mort (Enrique Lucero). Es tracta d'una adaptació de la novel·la de B. Traven, amb un final en el qual es nota la influència del conte de La mort padrina, (també conegut com El fillol de la mort) dels germans Grimm, cuento del cual derivó la obra de B. Traven. S'ambienta en l'època del virregnat de la Nova Espanya del segle xviii, durant la vespra del Dia de Morts. Va ser guanyadora de nombrosos premis, pels seus valors de producció.

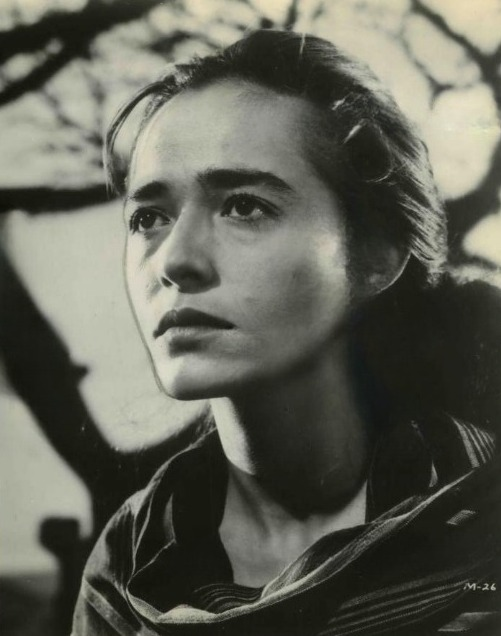
Pina Pellicer, fotografiada per la pel·lícula, en la que interpreta a l'esposa de Macario.

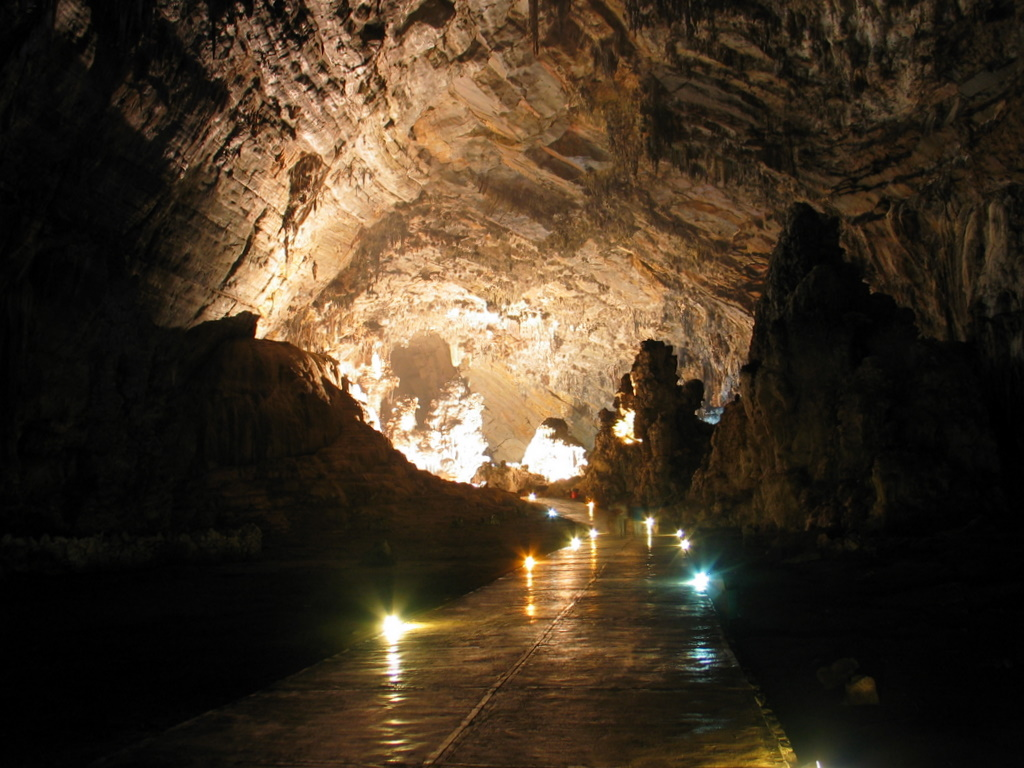
Les Grutes de Cacahuamilpa, un dels escenaris de la història.

## Sinopsi
Un humil pagès i llenyataire, anomenat Macario (Ignacio López Tarso) viu obsessionat per la pobresa que sofreix i el temor a la mort. A causa de la precària situació a la vora d'inanició que viuen ell i la seva família comença a anhelar poder gaudir d'un banquet sense haver de compartir-lo amb ningú.
En la seva obstinació, decideix deixar de menjar fins a trobar un guajolote que pugui menjar ell només. La seva preocupada dona l'ajuda robant un guajolote, i Macario surt a la solitud del bosc per menjar-lo d'amagat dels seus chilpayates (nens). En el bosc, es troba consecutivament amb tres enigmàtiques personalitats, una a una de les quals desitja gaudir el seu suculent platet. No obstant això, Macario es nega a compartir-lo. El primer personatge que es presenta és el Diable (José Gálvez) en forma d'un ric hisendat; el diable li ofereix primer les seves botes amb esperons de plata, però Macario li diu que no té cavall, i llavors li ofereix les monedes d'or dels seus pantalons, però Macario les rebutja, dient que li tallarien les mans per lladre; finalment, li ofereix el bosc, però Macario li diu que el bosc no li pertany a ell, sinó a Déu i que, a més, tenint el bosc, no deixaria de ser pobre, perquè hauria de continuar tallant llenya.
Tampoc el comparteix amb el segon personatge que es presenta, Déu (José Luis Jiménez), en forma d'un humil ancià; Macario argumenta que Ell pot posseir qualsevol cosa que desitgi, ja que és amo de tot i el que vol és un gest, i, mentre Macario amb vergonya reconeix que no té desitjos de compartir el seu guajolote ni tan sols amb Déu, aquest desapareix, abans que Macario pugui penedir-se de la seva decisió.
Finalment, es presenta el més estrany personatge, la Mort (Enrique Lucero), en forma d'un pagès indígena, en imitació a Macario, però vestit amb sarape negre, barret de palma i calçons de manta, que li diu que feia milers d'anys que no menjava, i Macario accepta convidar-lo (no amb temor, sinó per comprensió), ja que Macario s'adona que, davant el seu ineludible designi, ningú escapa, i a més li confessa que el va convidar perquè, mentre menjava, es retardava la mort del propi Macario. Com a mostra d'agraïment, la Mort li atorga la seva amistat i li regala a Macario aigua amb propietats curatives, les quals seran infal·libles amb determinada condició. Aquest regal li portarà la fama i fortuna a l'indi Macario, però també tindrà un alt cost.
Amb aquesta aigua màgica, podrà curar a qualsevol persona si la beu, no importa què tan greu estigui, amb la condició que Macario veuria a la Mort als peus del malalt. Però, si el veu en la capçalera del pacient, ningú podrà salvar-lo, perquè aquest ser ja era de la Mort.
Macario es dirigeix a la seva casa, i al poc temps se li presenta l'oportunitat d'alleujar a una persona (la primera va ser un dels seus fills), i després una altra, i a poc a poc va creixent el nombre de pacients que té, amb l'única excepció d'aquells on la mort apareix al capdavant del pacient; fora d'això, els seus poders curatius es tornen molt requerits per tots. Fins i tot deixa sense clients al metge i a l'enterrador del lloc. Encara que, al principi, ell no desitja cobrar, la gent comença a oferir-li menjar i diners, que després ell comparteix amb els altres pobres, i la seva fama comença a estendre's per tota la regió, fins a arribar a les oïdes de la Inquisició. Les autoritats eclesiàstiques ordenen la seva captura, per jutjar-lo per bruixeria.
Per esbrinar si Macario de debò té poders màgics, el posen una prova, entre diversos convictes haurà de dir qui viu i qui no. Entre aquests condemnats, posen al botxí del regne, un home fort i musculós, i a un condemnat a mort, esperant que Macario s'equivoqui. Quin no serà la sorpresa de tots quan Macario els diu que l'únic que morirà és el botxí. Per descomptat, la gent comença a burlar-se d'ell, però llavors arriba un missatger amb una carta on li perdona la vida al condemnat a mort, i quan s'acosten al botxí a demanar-li que s'aixequi, aquest està mort, i és que no va poder suportar la impressió de veure Macario pel seu temor als mags, provocant-li un aturada cardíaca. Els religiosos llavors el condemnen per endevinació al turment i la foguera.
Davant això, l'esposa del virrei li suplica a Macario, reclòs en espera de la seva execució, que vegi al seu fill malalt. Quan el porten davant el nen, demana estar tot sol amb ell, i s'assabenta que la Mort ha decidit portar-se'l; per més que Macario suplica perquè no ho faci (perquè d'això depèn la seva pròpia vida), la Mort li diu que no hi ha alternativa.
Davant el temor, Macario fuig, perquè sap que serà condemnat a mort per no salvar al nen. I, mentre tothom el persegueix, al bosc torna a trobar-se amb el diable i amb Déu. Tots dos li recorden que devia haver compartit el gall dindi amb ells: el Diable li recrimina que, si l'hagués triat a ell, res li hauria passat, i el convida de nou a anar amb ell, però Macario el rebutja; Déu, en canvi, li adverteix que la seva pròpia mort està a prop i que ha de reflexionar sobre les seves accions. I, quan arriba a la caverna de la mort (les grutes de Cacahuamilpa), on troba una gran quantitat d'espelmes (cada espelma significa la vida d'una persona i, si aquesta és petita, significa que està a punt d'extingir-se i aquesta persona morirà). La Mort li reclama que va comerciar amb una cosa molt sagrada, que és la vida. I quan Macario troba la seva pròpia espelma a punt d'apagar-se, tracta de fugir amb ella, però ja és tard, la Mort li adverteix que hi ha regles que ni tan sols ella pot passar per alt i que en realitat ella no té poder per a retardar el moment en què morirà cadascú, i li fa veure que és millor que es prepari per a acceptar la seva destinació en lloc d'escapar, perquè és inútil: ningú pot escapar de la Mort.
Finalment, l'esposa de Macario troba el seu cos a bosc, sense vida, només que amb el guajolote consumit només a mig fer, perquè ha mort per una ràpida indigestió, al no estar acostumat a menjar tan ràpidament. Deixa a l'espectador el dubte de si tot va ser un somni de Macario abans de morir o bé un breu preàmbul maligne de la Mort per jugar amb ell.

## Repartiment
- Ignacio López Tarso - Macario
- Pina Pellicer - Felipa, esposa de Macario
- Enrique Lucero - La Mort
- Mario Alberto Rodríguez - Don Ramiro
- Enrique García Álvarez - Inquisidor
- Eduardo Fajardo - Virrei
- José Gálvez - El Diable
- Consuelo Frank - Virreina
- José Luis Jiménez (actor) - Déu
- Wally Barrón - flequer
- Sonia Infante - esposa de Don Ramiro
- Manuel Dondé - Enviat de la Inquisició
- Miguel Arenas - Inquisidor
- Luis Aceves Castañeda - botxí
- José Dupeyrón - fabricant d'espelmes
- Elizabeth Dupeyrón - filla de Macario
- José Dupeyrón
- Celia Tejeda
- Manuel Noriega
- Mario García González
- Alicia del Lago
- Pepe y sus marionetas

## Comentaris
Aquest film ocupa el lloc 59 dins de la llista de les 100 millors pel·lícules del cinema mexicà, segons l'opinió de 25 crítics i especialistes del cinema a Mèxic, publicada per la revista Somos en juliol de 1994. Va ser la primera pel·lícula mexicana nominada a l'Oscar com  Millor Pel·lícula en Llengua Estrangera.

## Premis
Oscar
| Any  | Categoria                    | Resultat |
| ---- | ---------------------------- | -------- |
| 1960 | Millor pel·lícula estrangera | Nominada |

Medalles del Cercle d'Escriptors Cinematogràfics
| Any  | Categoria                          | Resultat   |
| ---- | ---------------------------------- | ---------- |
| 1962 | Millor pel·lícula hispanoamericana | Guanyadora |

A 1961 en Valladolid, Espanya va obtenir el premi de l'Institut Ciutat de Valladolid, placa de plata i pergamí.
A Santa Margherita Ligure (Itàlia) va guanyar el premi Copa de Plata.
En 1960 se li va atorgar el premi Diploma al Mèrit en el Festival d'Edimburg i premi a Ignacio López Tarso en el Festival de San Francisco.
Va ser exhibida al Festival de Canes, on va obtenir el premi a la millor fotografia per a Gabriel Figueroa.